# Алексеево-Акатов монастырь
Алексе́ево-Ака́тов монастырь — женский монастырь Воронежской епархии Русской православной церкви, расположенный в Воронеже, улица Освобождения Труда, 1. Один из старейших монастырей Воронежской области.

## История храма

### Происхождение названия
Название монастырю было дано по имени первого святого русской православной церкви — Алексия, митрополита Московского. В 1620 году на воронежской земле были отражены атаки литовцев и черкас. В честь этого события заложили Алексеевский храм. Имя святого выбрано не случайно. Именно в день победы над врагами по православному календарю свершается память о святителе Алексее.
Место для возведения храма выбрали пустынное, заросшее деревьями, в двух верстах от Воронежа. Изначально сюда хотели перевести ежегодно подтопляемый в половодье Успенский храм. Поляна, где заложили Алексеевский храм называется Акатовой (или Окатовой). Это название вошло и в название строящегося храма — Алексиево-Акатов. Изначально монастырь был основан как пустынножительский и назывался «новой пустынью Олексея Митрополита Московского Чудотворца» (согласно старинному документу называемому сказкой Феодосии).

### История монастыря в царской России

#### XVII—XVIII века
Первым настоятелем Акатова монастыря стал игумен Кирилл (также он устроил Успенский храм). Изначально Акатову храму принадлежала деревянная церковь («древена клецки») имени святого Алексия, кельи для игумена и четырёх старцев. Сохранились имена служителей: игумен Кирилл, монах Иосиф, старцы-монахи Савватий, Феодосий, Авраамий, Никон и Лаврентий. Чуть позже вокруг Акатова храма стали строить жилые дома. В XVII веке монастырь владел крепостными крестьянами, землёй, сенокосами, рыбными ловлями. В 1674 году на доходы от этих промыслов была возведена первая в городе каменная церковь вместо старой деревянной.
В 1700 году в Акатов монастырь был переведён Успенский монастырь с берега реки Воронеж, мешавший развёрнутым работам строительства флота. Вместе с этим ему были приписаны и все земельные угодья Успенки. Акатов стал единственным в Воронеже мужским монастырём, а его настоятель — архимандритом. Приход монастыря постепенно рос, поэтому в храме несли службу два священника, относящиеся к белому духовенству. Но число монахов никогда не было больше двадцати человек.
В начале XVIII века архимандритом Никанором в Акатов монастырь была привезена копия иконы Божией Матери Троеручицы. Образ был написан в Новоиерусалимском Воскресенском монастыре — начало монашеского пути архимандрита Никанора. Позже икону признали чудотворной.
В 1746—1755 годы при участии настоятеля Ефрема возвели второй этаж каменной церкви. Здесь разместился храм во имя Владимирской иконы Божией Матери. При постройке пришлось заново перестраивать фундамент со стороны алтаря, так как имеющийся был ненадёжным. Чуть позже были организованы приделы во имя святых Антония и Феодосия Печерских.
При Екатерине II в 1764 году Акатов храм получил второй класс по значимости в городе. Он стал «штатным» монастырём и содержался за счёт государства. Из казны выделялось 713 рублей 94 копейки серебром в год. Во владении его находилось озеро и восемь десятин земли.
Доподлинно известно, что в XVIII веке в стенах монастыря жил схимонах Агапит (тогда ещё иеромонах Аввакум), получивший в своё время благословение святителя Тихона Задонского и святителя Митрофана, и ушедший из военной службы дворянин Георгий Алексеевич Машурин, ставший задонским затворником.
При архимандрите Сампсоне (1713—1793) в 1770-1780-х годах отстроили трапезную, кельи, пекарню, корпус настоятеля, каменную ограду храма с тремя башнями. При этом две башни выстроили двухъярусными, а третью сделали жилой.
В 1796 году вновь начали перестройку каменной церкви. Она длилась два года, при этом церковь была перестроена практически от основания. Из Тавровской крепости на время ремонта была привезена деревянная церковь. Старая Алексеевско-Владимирская церковь осталась запечатлённой на рисунке С. П. Павлова. Впервые его опубликовали в книге архимандрита Илариона (Боголюбова) «Описание Воронежского Алексеевского Акатова мужского второклассного монастыря» в 1859 году. В 1883 году рисунок был опубликован в приложении к «Воронежским епархиальным ведомостям».

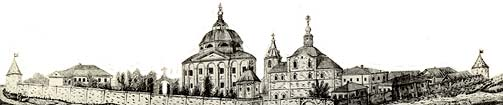
XVIII век

#### XIX век
В 1804 году Аникеева Авдотья Васильевна (? — 1831) пожертвовала храму крупную сумму денег, на которую решено было возвести новую каменную церковь «в византийско-русском стиле». Руководил стройкой подрядчик Богданов Никита Архипович за вознаграждение в полторы тысячи рублей. Изначально планировалось завершить строительство храма за три года, но в 1805 году у церкви обрушился каменный карниз. Остались воспоминания Аникеевой об этом случае — «таковое падение последовало единственно от его, Богданова, неосмотрительности, от того, что не потому расположению вёл работы, как в плане показано и от губернского архитектора Волкова приказано. О том господин архитектор Волков объяснил рапортом бывшему тогда гражданским губернатором тайному советнику Александру Борисовичу Сонцову». Иван Иванович Волков (середина XVIII века — после 1828 г.) — губернский архитектор, осуществивший первый генеральный план города в 1774 году, отстроивший корпуса присутственных мест, губернский и городской магистрат, каменный дом Д. В. Черткову (сын генерал-губернатора).
Вдова Аникеева отстранила от строительства храма подрядчика Богданова и поручила возведение жителям слободы Чижовка — Ивану Тебекину и Ивану Григорьеву.
Новый храм строили восемь лет; нижнюю церковь освятили 20 мая 1812 года, верхнюю достроили в 1819 году. Старую церковь планировали разобрать в 1819 году, после окончания строительства, но, в результате, она перестала существовать (осталась только колокольня) лишь в 1879 году.
Архимандриты Иларион и Н. И. Поликарпов в летописях ошибочно называли вдову Аникееву вдовой Акимовой. В свою очередь это исказило некоторые статья об Акатовом монастыре.
Новая церковь была построена без колокольни высотой вместе с крестом 32 метра (или 15 сажен). Церковь была соединена двухэтажным тёплым коридором с домом настоятеля. Внутри церковь была построена по форме правильного круга, означавший вечность христианства. Среди церковных ценностей значилось несколько восьмиконечных серебряных крестов конца XVII века, икона Живоносного источника (появилась в 1820 году благодаря архимандриту Мефодию), несколько копий икон В. М. Васнецова, чудотворная икона Божией Матери Троеручицы. Вокруг последней иконы воскрешённые подвешивали муляжи человеческих органов, сделанных из серебра.
В 1840 году архимандрит Елпидифор осуществил капитальный ремонт первого этажа храма.
В 1879—1880 годы на улице Введенской (современная Освобождения Труда) была отстроена колокольня, представляющая собой четыре яруса со шпилем и крестом высотой 49 м (23 сажени). Первый ярус занимала церковь имени преподобного Сергия Радонежского (освящена 27 июня 1903 года), она была домовой церковью викария. Второй ярус был отведён под народные чтения. Всего на колокольне находилось 10 колоколов, самый большой из которых весил 5,3 тонны (331 пуд 12 фунтов).
Во второй половине XIX века на территории Акатова монастыря действовал Епархиальный училищный совет и (под председательством викарного епископа) Епархиальный комитет православного миссионерского общества. Также во дворе располагались двухэтажный дом настоятеля, братские корпуса, трапезная, хлебная, ледник, школа, в которой подготавливали педагогов приходских школ и учителей церковного пения.
В XIX веке настоятели монастыря часто менялись. В 1842 году впервые настоятель получил сан викарного епископа Острогожского — заместитель главы епархии. Из настоятелей в Акатовом монастыре в XIX веке можно особо отметить архимандрита Илариона, первосвященного Макария (Троицкого) — дед И. В. Троицкого, воронежского архитектора, епископа Владимира (Соколовского), владыку Владимира (Шимковича), ставший настоятелем в 1900 году. При нём был обновлён храм, открыты воскресные чтения.
В начале XX века во дворе храма находилось около десятка различных строений. Самым старым из них была звонница 1674 года. В начале XX века роспись стен и иконостас были отреставрированы под присмотром инженера-технолога А. Р. Михайлова. Заново храм освящён был 1 ноября 1909 года.

### Воспоминания современников
Сохранялись воспоминания краеведа Николая Валукинского, сделанные в 1912 году о старой колокольне: «Весь корпус Окатовской колокольницы состоит из трёх частей: нижней четверичной, средней восьмигранной призмы и верхней пирамиды, увенчанной кирпичной главкой. … Стиль русский: большие стены, малые отверстия, большая лобовая часть являются характерными знаменателями старания строителей привлечь богомольцев чистотою своих помыслов, бескорыстной, благородной души.
Средняя часть — восьмигранная призма — на едва показавшемся четырёхскатном начале, прячет углы в пилястрах и украшена в середине поясом, а вверху карнизом, состоящим из фриза и чередующихся рёбер торца. С четырёх сторон — открытые арки для звона.
Непосредственно от карниза идёт кирпичная пирамида шатра с четырьмя слухами. Углы пирамиды, как и призмы, спрятаны в пилястры, не доходящие до барабана (шейки главки), обнимая тем самым переход от пирамиды. Москва от земли до креста!».
В 1922 году ещё один современник оставил свои воспоминания о колокольне Акатова монастыря: «Все части колокольни: и нижний четверик, и средний восьмигранник, и верхний шатёр представляют собой формы, легко воспроизводимые в дереве. В этом и есть разгадка архитектурного стиля этих чисто русских колоколен, явившихся всецело повторением в камне столь привычных и излюбленных деревянных форм.
Колокольня Алексеевского монастыря является единственным сооружением типа вполне московского, допетровского. Всё сооружение, если нельзя назвать одним из лучших образцов столь пленительных, интимных колоколен Московской Руси, если в нём и виден известный провинциализм стиля, — однако, всё же оно в целом является одним из трогательных образчиков самостоятельного старого зодчества».

### Судьба монастыря во время становления советской власти
После революции 1917 года из храма изъяли все драгоценности за подписями ризничего, благочина и эконома (иеромонахи Иннокентий, Серафим, иеродьякон Алексей). Среди бумаг описей драгоценностей имелось вот такое примечание: «Опись представляем с присовокуплением, что изделия эти суть священные предметы, необходимые для удовлетворения религиозных потребностей народа при богослужении и потому должны оставаться неприкосновенными. Ко многим сосудам миряне не могут и не должны прикасаться, чтобы не оскорбить религиозных чувств народа. Вес изделий показан приблизительно, взвешены на мелких весах для продуктов и вместе с финифтью № стразами. Большинство этих изделий тонкой художественной работы, например, чаша, обложенная сеткой, работа которой представляет большую ценность, чем самый материал — серебро, из которого они сделаны».

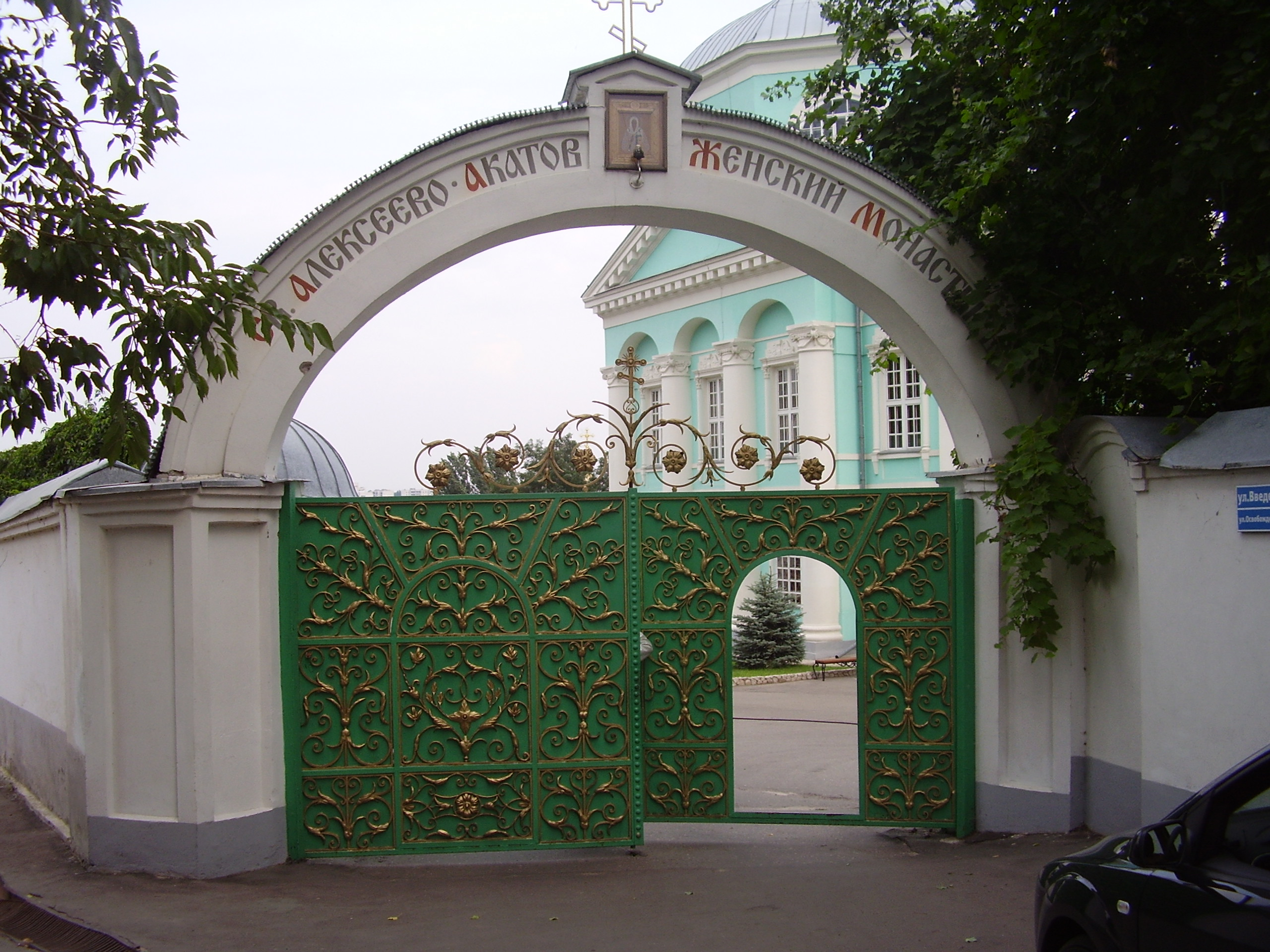
Ворота Алексеево-Акатова монастыря

В 20х годах XX века настоятель Акатова монастыря получил сан митрополита и встал во главе Воронежской и Елецкой епархии. Он умер в январе 1926 года. На смену ему пришёл противник обновленцев Пётр (Зверев, 1876—1929). В то же время из Москвы был прислан архимандрит Иннокентий (Беда, 1882—1928). В середине 1920х годов Алексеевский храм становится центром религиозной жизни Воронежа вместо Митрофановского монастыря. В 1926 году и настоятеля, и архимандрита арестовали и сослали в Соловецкий лагерь, где они и умерли. После Петра епископом стал Алексий (Буй, 1892—1937). Через несколько лет чекисты приписали ему создание подпольной антисоветской организации в стенах Алексеевского храма. Февраль 1930го года ознаменовался арестами 75 монахов, среди которых значились игумен Акатова монастыря 75-летний архимандрит Тихон (Тимофей Ульянович Кречков) и настоятель Алексеевской церкви отец Фёдор (Яковлев). 2 августа 1930 года, в день пророка Ильи, недалеко от Воронежа был расстрелян архимандрит Тихон (Кречков), иеромонахи Георгий (Пожаров) и Косма (Вязников). Их канонизировали в 2000м году. Сохранился протокол допроса архимандрита: «Ни я, ни другие не говорили, что иметь что-либо с безбожниками — это значит распинать Христа… Будучи в сёлах, я разговоров о гонении на религию не вёл, но такие разговоры среди крестьян были…».
В январе 1930 года рабочими завода имени Коминтерна были выдвинуты требования горсовету о закрытии Акатова монастыря, запрещении колокольного звона и переплавки колоколов для нужд общества. Правительством в конце 1930-го — начале 1931го был поставлен вопрос о конфискации решёток и разборе памятников на территории Акатова монастыря. Монастырь закрыли летом 1931 года, а монахов попросту выгнали. Имущество монастыря утеряно. Иконы, которые не вывезли из Воронежа в преддверии немецкого наступления, были сожжены во время оккупации в запасниках, находящиеся во дворе современного здания ЮВЖД. Сохранилась чудотворная икона «Живоносный источник», находившаяся в Покровском соборе. Владыка Мефодий благословил её возвращение в Акатов храм 12 апреля 1991 года. Чудотворная икона Божией Матери Троеручицы безвозвратно утеряна.

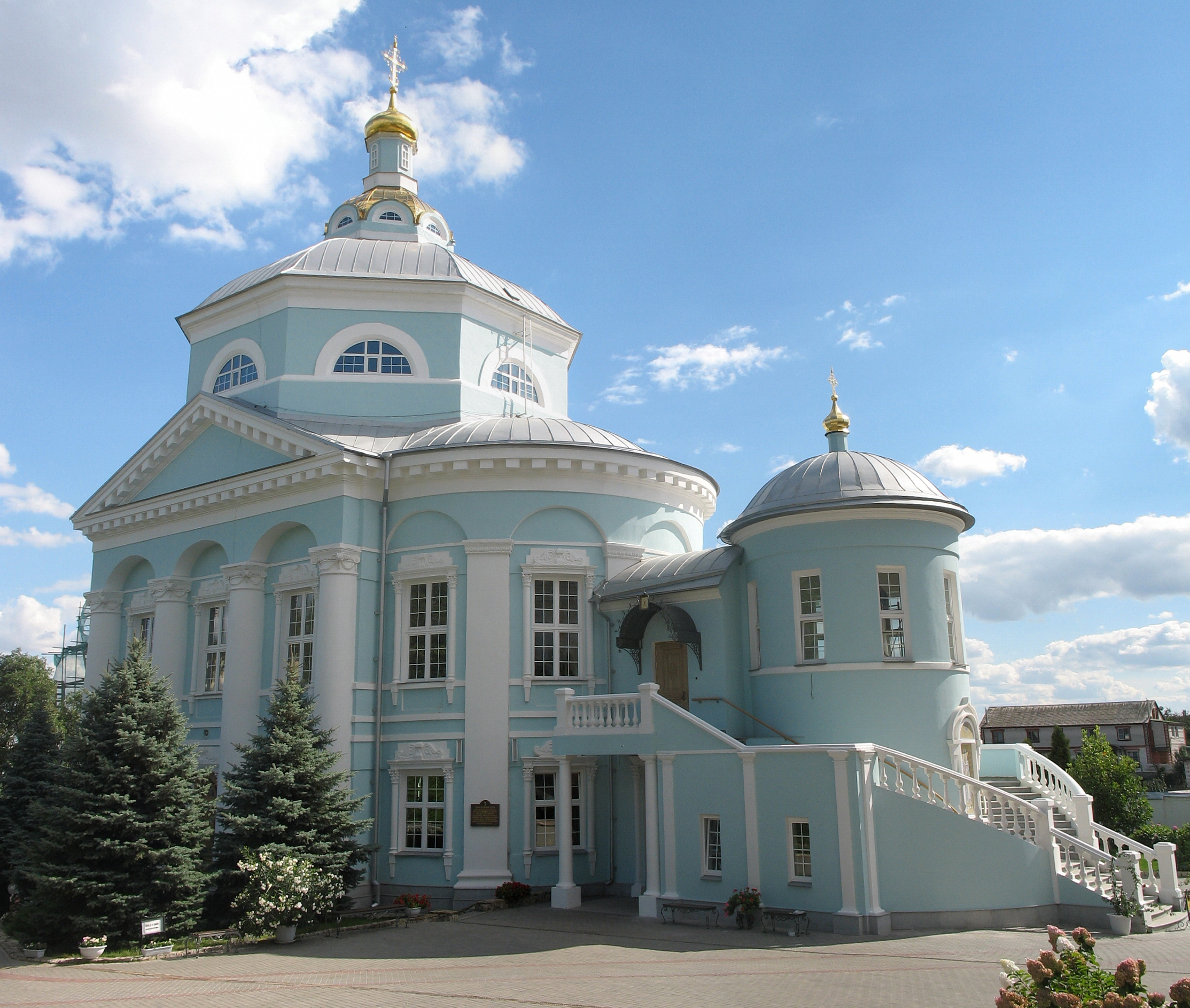
Храм монастыря

### Монастырь в годы Великой Отечественной войны
В годы Великой Отечественной войны во время немецкой оккупации надвратная колокольня была разрушена, осталось лишь два яруса. В 1943 году после снятия оккупации монастырский двор и все строения на нём были освоены под жильё. Одну колокольню использовали как склад, вторую как конюшню.

### Советский период
В 1960-е годы территорию монастыря использовали художники под свои мастерские.
В 1970 году монастырь оказался в ведении краеведческого музея. По распоряжению центрального райисполкома был разрушен казначейский корпус; второй этаж дом настоятеля, выполненный из дерева, был продан колхозу на строительные нужды. Впоследствии дом настоятеля был разобран местным населением.

### Возрождение монастыря
В 1980-е годы началось возрождение храма. Сначала отреставрировали самую старую колокольню. Работы выполнялись по проекту архитектора Полещука Т. И. Но кладбище и надгробные памятники утеряны навсегда.
Монастырь возвращён епархии в 1989 году. Двухэтажную церковь отстроили вновь за два года. Надвратную колокольню было решено превратить в церковь, а не восстанавливать до прежней 50-метровой высоты. Поэтому эту колокольню восстановили лишь до второго яруса и увенчали пятью главами.
В монастырском дворе заново выстроили кельи, хозяйственные постройки, часовню для освящения воды. В 1993 году перезахоронили останки владык XVIII — XIX веков (с Коминтерновского кладбища) — Пахомия (Шпаковского), Арсения (Москвина), Антония II (Смирницкого), Серафима (Аретинского), Вениамина (Смирнова), Анастасия (Добрадина) и Тихона IV (Никанорова). Был организован надгробный знак учёному М. С. Цвету.
4 ноября 1990 году (праздник Казанской ионы Божией Матери) Акатов монастырь был открыт как женский. До апреля 1992 года настоятельницей была игуменья Любовь. С 1992 г. настоятельницей обители является игуменья Варвара (Сажнева).
Главный храм обители - Алексеево-Воскресенский. В настоящее время нижний храм освящён во имя Владимирской иконы Божией Матери, а верхний храм - во имя свт. Алексия Московского. Двухэтажный храм и старинная колокольня - историко-культурный памятник XVII-XIX вв. федерального значения.

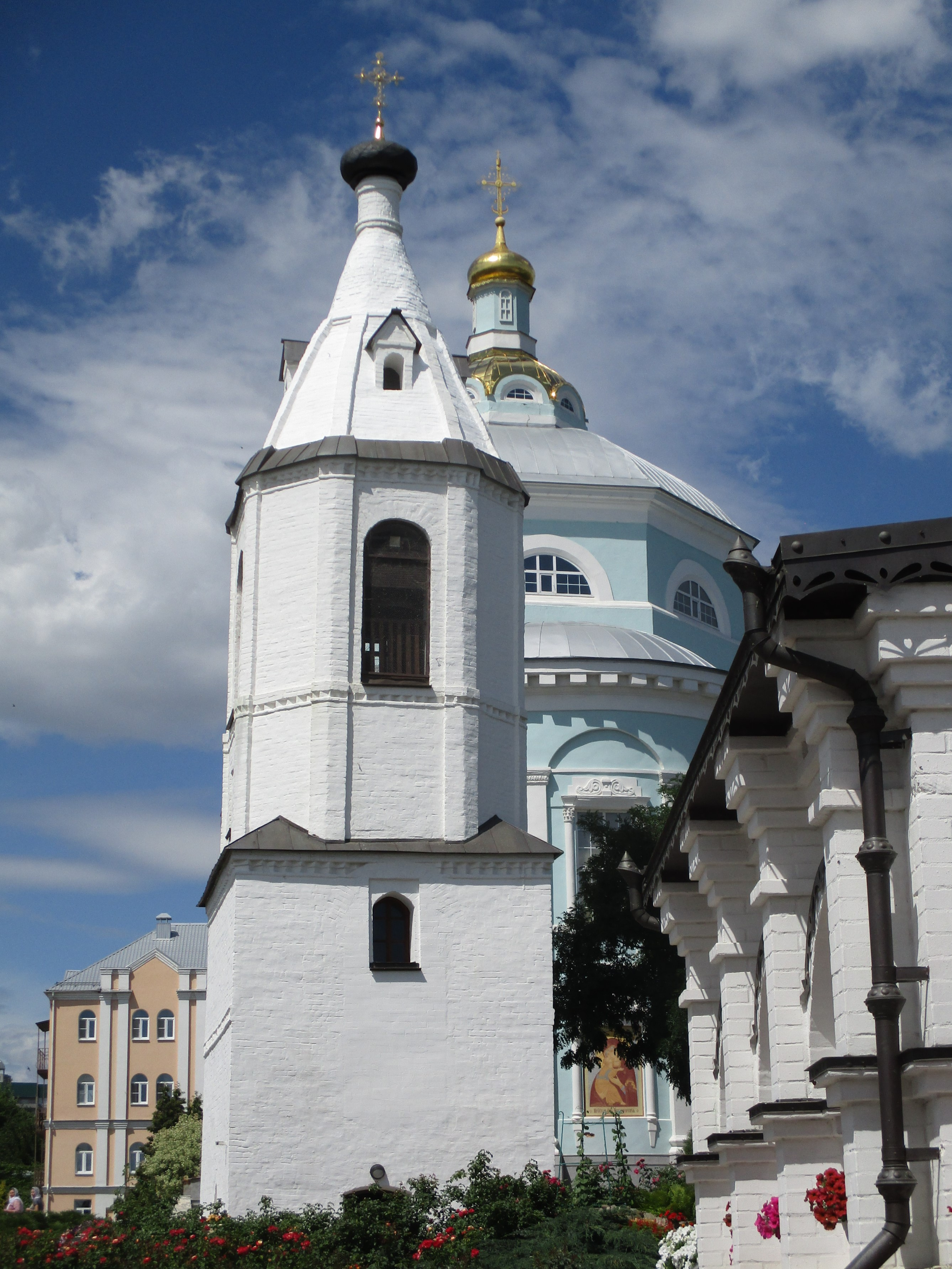

С 1999 года к монастырю приписана находящаяся за оградой обители Введенская церковь, построенная в 1780 г. – одна из красивейших в городе, является историко-культурным памятником XVIII в. федерального значения. В 2015 г. митрополитом Воронежским и Лискинским Сергием освящён восстановленный храм преподобного Сергия Радонежского.
Служат в храмах обители священники: протоиерей Пётр Голенских, иереи Сергий Крутских, Димитрий Гречушкин, Михаил Пикулин, а также протодиакон Виктор Ивлиев, дьякон Николай Квасов.
При Акатовом монастыре находится резиденция епархии, перенесённая от Покровского собора из-за строительства нового здания для академического театра драмы имени А. В. Кольцова. Резиденция построена по проекту Станислава Гилева, выполнена из красного кирпича и находится на улице Освобождения Труда. В резиденции пребывает митрополит Воронежский и Борисоглебский Сергий (Фомин). При резиденции также находится домовая церковь во имя иконы Знамения Божией Матери.

## Монастырское кладбище
С южной стороны церковного двора располагалось старинное кладбище, на котором хоронили монахов и богатых горожан. В 1772 году запретили хоронить усопших у приходских церквей, и кладбище Акатова монастыря стало быстро разрастаться. В «Синоднике» летописцы Елисеевы ведут некрологию похороненных на кладбище Акатова монастыря с 1770 по 1800 годы. В 1773 году здесь был похоронен губернатор Воронежского края; сохранился памятник с надписью: «1773 года февраля 25 дня в сей день представися раб Божий генерал-поручик и кавалер и Воронежской губернии Губернатор г-н Алексей Михайлович Маслов, а сего ж 28 февраля погребение ему было с большою церемониею Преосвященным епископом Тихоном с архимандритом Самсонием и со всеми приходскими священниками, а погребён в Алексеевском Акатовском монастыре, гроб был обит малиновым плисом, накрыт кофейной парчею». Большой почёт был оказан погребению семинарского педагога отца Палладия: «1784 года мая 6 дня представися раб Божий учитель иеромонах о. Палладий и погребён в Алексеевском монастыре о. игуменом Самуилом. В провождении тела была церемония: по всем церквам был по мёртвому благовест, а как тело несли, то и звон был, провожали сначала студенты малого росту по 2 человека в ряд с развязанными волосами, потом среднего росту, а за ними и больших по два в ряд, потом все учителя: а потом священники, а потом игумен Самуил; гроб и крышка накрыты кофейною парчею». Вообще архимандриты Сампсоний, Гервасий и игумен Самуил часто присутствовали на похоронах знати, в том числе и при захоронении на других кладбищах.
Кладбище использовали и в XIX веке и в начале XX века. Здесь были погребены бывший губернский предводитель Н. И. Тулинов (1810—1854), секретарь земской управы И. М. Лабзин (1830—1895), учёный М. С. Цвет (1872—1919).
В начале 1990-х годов взамен уничтоженного в советское время кладбища был создан символический некрополь.

## Святыни монастыря
Одна из самых почитаемых икон монастыря — икона «Живоносный источник», на которой изображена Богородица, выходящая из воды, с Иисусом на руках. В 1991 году этот образ был передан из Покровского кафедрального собора Воронежа. 7 сентября 1992 года в канун праздника Сретения Владимирской иконы Пресвятой Богородицы икона впервые начала мироточить. Миро появлялось из жезла Богородицы и со свитка Младенца.
Целительной и чудотворной считается икона великомученика и целителя Пантелеимона (афонского письма), начавшая мироточить в 1997 году.
В том же 1997 году случилось чудесное обновление иконы святителя Питирима Тамбовского (духовный друг святителя Митрофана Воронежского), написанной в 1-е десятилетие XX столетия и переданная в дар Акатову монастырю в день его открытия от сельской приходской церкви. Вследствие неподобающего хранения икона была серой, буквы едва читались, лик слабо просматривался. В один из вечеров после службы было замечено, что образ посветлел, на нём заиграли краски, буквы стали золотыми, а фон приобрёл голубой цвет. Во время Божественной литургии следующего дня образ стал мироточить.
Ещё одна икона Акатова монастыря источает миро с 1997 года. Это икона святителей Митрофана Воронежского и Тихона Задонского, также принятая в дар от сельского приходского храма. В 2002 году образ реставрировали, после чего он снова стал мироточить. Миро происходить из панагии святителя Тихона и жезла святителя Митрофана.

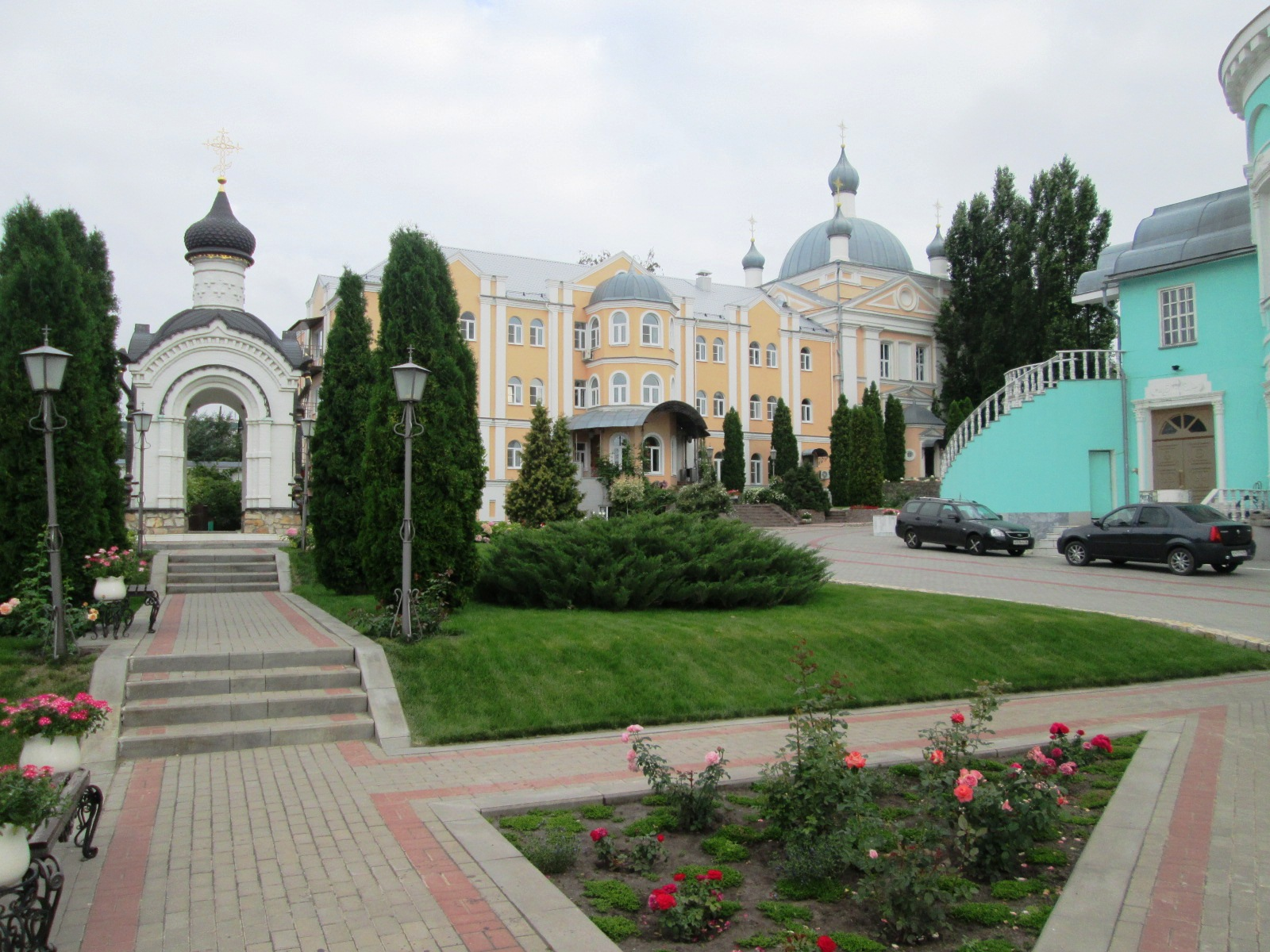
2013 год

Икона Божией Матери «В скорбех и печалех Утешение» является копией древней чудотворной иконы Афона, Русского Андреевского скита. У иконы есть тропарь и кондак: «Сия икона написана и освящена на святой Афонской Горе в Русской обители святого Иоанна Златоустого при настоятеле иеросхимонахе Кирилле 1905 года». В июне 1999 года икона начала источать миро. В течение двух дней из глаз образа струились струйки мира. Позже икона мироточила, но уже не так обильно.
Касперовская икона Пресвятой Богородицы также источает миро. 27 февраля 2002 года девять струек мира текли от руки Богородицы, свитка и головы Иисуса Христа.
В церкви находятся иконы с частицами мощей священномученика Петра (Зверева), преподобного Харитона Исповедника, ковчежец с частицами мощей святителей Воронежских Митрофана и Тихона и преподобных Кирилла и Марии Радонежских, в ризнице хранится пелена с гроба святителя Митрофана. В 2000 году Петра (Зверева) причислили к лику святых. 7 февраля 2004 года икона священномученика Петра (Зверева) с частицей мощей перенесена была в Алексиево-Акатов монастырь. В 2000 году Петра (Зверева) причислили к лику святых. При этом событии митрополит Сергий заметил: «Сегодня святитель Пётр торжественно вошёл в свою резиденцию — Алексиево-Акатов монастырь. И верим, что он будет помогать и в наших делах по управлению Воронежской епархией: отцам — в их приходском служении, сёстрам обители — в их монашеском делании, всем верующим — в их служении Богу и ближним и стремлении ко спасению. На примере святителя Петра, — подчеркнул Владыка, — мы должны поучиться самому важному, что необходимо нам, — вере в Бога, стоянию в Истине даже до смерти, — и нигде не бояться исповедовать Христа и православную веру».

## Престольные праздники

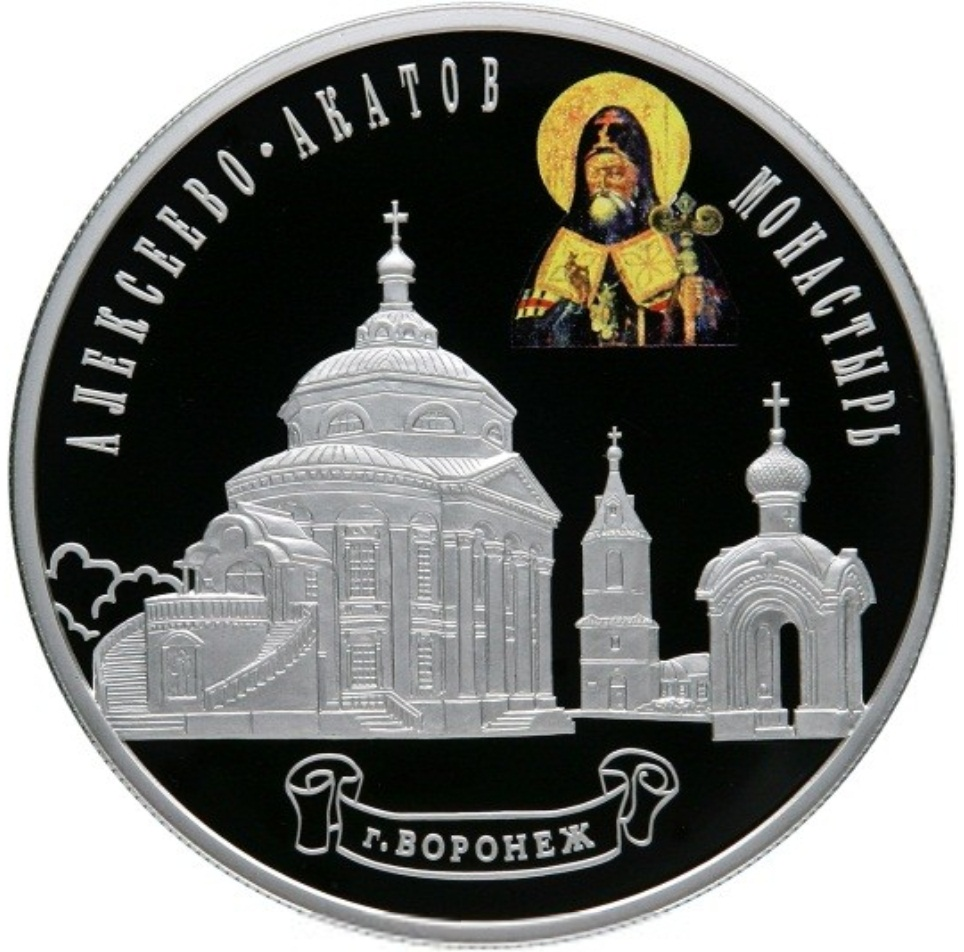
Памятная монета Банка России (2012)

- 25 февраля — преставление святителя Московского Алексия;
- 2 июня — обретение и перенесение мощей святителя Алексия;
- 3 июня — Владимирской иконы Божией Матери (память о спасении Москвы от нашествия хана Махмет-Гирея в 1521 году);
- 6 июля — Владимирской иконы Божией Матери (память о спасении Москвы от нашествия хана Ахмата в 1480 году);
- 8 сентября — Сретение Владимирской иконы Божией Матери (спасение Москвы от нашествия Тамерлана в 1395 году);
- 18 октября — Собор святителей Московских: Петра, Алексия, Ионы, Филиппа, Ермогена;
- 2 августа — новомучеников и исповедников Воронежских.

В пятницу Светлой седмицы — иконы Божией Матери «Живоносный Источник».

## Настоятели
- Кирилл (1621—1632)
- Феодосий (1632 — ?)
- Никанор (1702—1706)
- Ефрем, в схиме Евгений (1744—1749)
- Сампсон (1750—1762)
- Гервасий (Линцевский) (1764—1768)
- Амвросий (Келембет) (1793—1796)
- Иустин (Трипольский) (1797—1807/8)
- Афанасий (Савинский) (1807/8 — 22 декабря (3 января) 1811)[2]
- Мефодий (Орлов-Соколов) (13 марта 1812—1826)
- Филадельф (Пузино) (22 июля 1826 — февраль 1829)
- Иннокентий (Соколов) (1829—1834)
- Варлаам (Успенский) (10 марта 1834 — 4 мая 1837)
- Елпидифор (Бенедиктов) (21 мая 1837—1848)
- Иларион (Боголюбов) (1854—1861)
- Феодосий (Шаповаленко) (17 января 1861 — 1863)
- Феодосий (Макаревский) (28 августа 1863—1871)
- Вениамин (Быковский) (1871—1879)
- Филарет (Косинский) (1879—1880)
- Кирилл (Орлов) (1880—1882)
- Макарий (Троицкий) (1882—1886)
- Анатолий (Станкевич) (1887—1890)
- Владимир (Соколовский) (1891—1896)
- Иосиф (Соколов) (24 мая 1897 — 1900)
- Владимир (Шимкович) (1900—1923)
- Иннокентий (Беда) (ок. 1926)
- Тихон (Кречков) (1927—1930)
- Варвара (Сажнева) (с 15 апреля 1992)